# Matty Beniers
Matthew "Matty" Beniers, född 5 november 2002, är en amerikansk professionell ishockeyforward som spelar för Seattle Kraken i National Hockey League (NHL).
Han har tidigare spelat för Michigan Wolverines i National Collegiate Athletic Association (NCAA) och Team USA i United States Hockey League (USHL).
Beniers draftades av Seattle Kraken i första rundan i 2021 års draft som andra spelare totalt.

## Statistik
| 2017–2018   | Milton Mustangs        |             | 23  | 11 | 16 | 27  | —  | —  | — | — | — | — |
|             | Cape Cod Whalers       |             | 8   | 7  | 5  | 12  | —  | —  | — | — | — | — |
| 2018–2019   | Team USA               | USHL        | 33  | 11 | 20 | 31  | 12 | —  | — | — | — | — |
|             | U.S. National U17 Team |             | 42  | 10 | 13 | 23  | 16 | —  | — | — | — | — |
|             | U.S. National U18 Team |             | 20  | 8  | 12 | 20  | 8  | —  | — | — | — | — |
| 2019–2020   | Team USA               | USHL        | 16  | 7  | 9  | 16  | 10 | —  | — | — | — | — |
|             | U.S. National U18 Team |             | 44  | 18 | 23 | 41  | 24 | —  | — | — | — | — |
| 2020–2021   | Michigan Wolverines    | NCAA        | 24  | 10 | 14 | 24  | 0  | —  | — | — | — | — |
| 2021–2022   | Seattle Kraken         | NHL         | 10  | 3  | 6  | 9   | 0  | —  | — | — | — | — |
|             | Michigan Wolverines    | NCAA        | 37  | 20 | 23 | 43  | 16 | —  | — | — | — | — |
| 2022–2023   | Seattle Kraken         | NHL         | 80  | 24 | 33 | 57  | 2  | 14 | 3 | 4 | 7 | 4 |
| 2023–2024   | Seattle Kraken         | NHL         | 77  | 15 | 22 | 37  | 20 | —  | — | — | — | — |
| NHL totalt  | NHL totalt             | NHL totalt  | 167 | 42 | 61 | 103 | 22 | 14 | 3 | 4 | 7 | 4 |
| NCAA totalt | NCAA totalt            | NCAA totalt | 61  | 30 | 37 | 67  | 16 | —  | — | — | — | — |
| USHL totalt | USHL totalt            | USHL totalt | 49  | 18 | 29 | 47  | 22 | —  | — | — | — | — |

### Internationellt
| Källa: Uppdaterad: 2022-04-13 | Källa: Uppdaterad: 2022-04-13 | Källa: Uppdaterad: 2022-04-13 |         | Utv = Utvisningsminuter | Utv = Utvisningsminuter | Utv = Utvisningsminuter | Utv = Utvisningsminuter | Utv = Utvisningsminuter |
| År                            | Lag                           | Mästerskap                    | Matcher | Mål                     | Assists                 | Poäng                   | Utv                     |                         |
| ----------------------------- | ----------------------------- | ----------------------------- | ------- | ----------------------- | ----------------------- | ----------------------- | ----------------------- | ----------------------- |
| 2019                          | USA                           | U18-VM                        | 7       | 2                       | 0                       | 2                       | 4                       |                         |
| 2021                          | USA                           | JVM                           | 7       | 1                       | 2                       | 3                       | 2                       |                         |
| 2021                          | USA                           | VM                            | 6       | 1                       | 1                       | 2                       | 2                       |                         |
| 2022                          | USA                           | OS                            | 4       | 1                       | 1                       | 2                       | 4                       |                         |
| Junior totalt                 | Junior totalt                 | Junior totalt                 | 14      | 3                       | 2                       | 5                       | 6                       |                         |
| Senior totalt                 | Senior totalt                 | Senior totalt                 | 10      | 2                       | 2                       | 4                       | 6                       |                         |